# Schafmilch

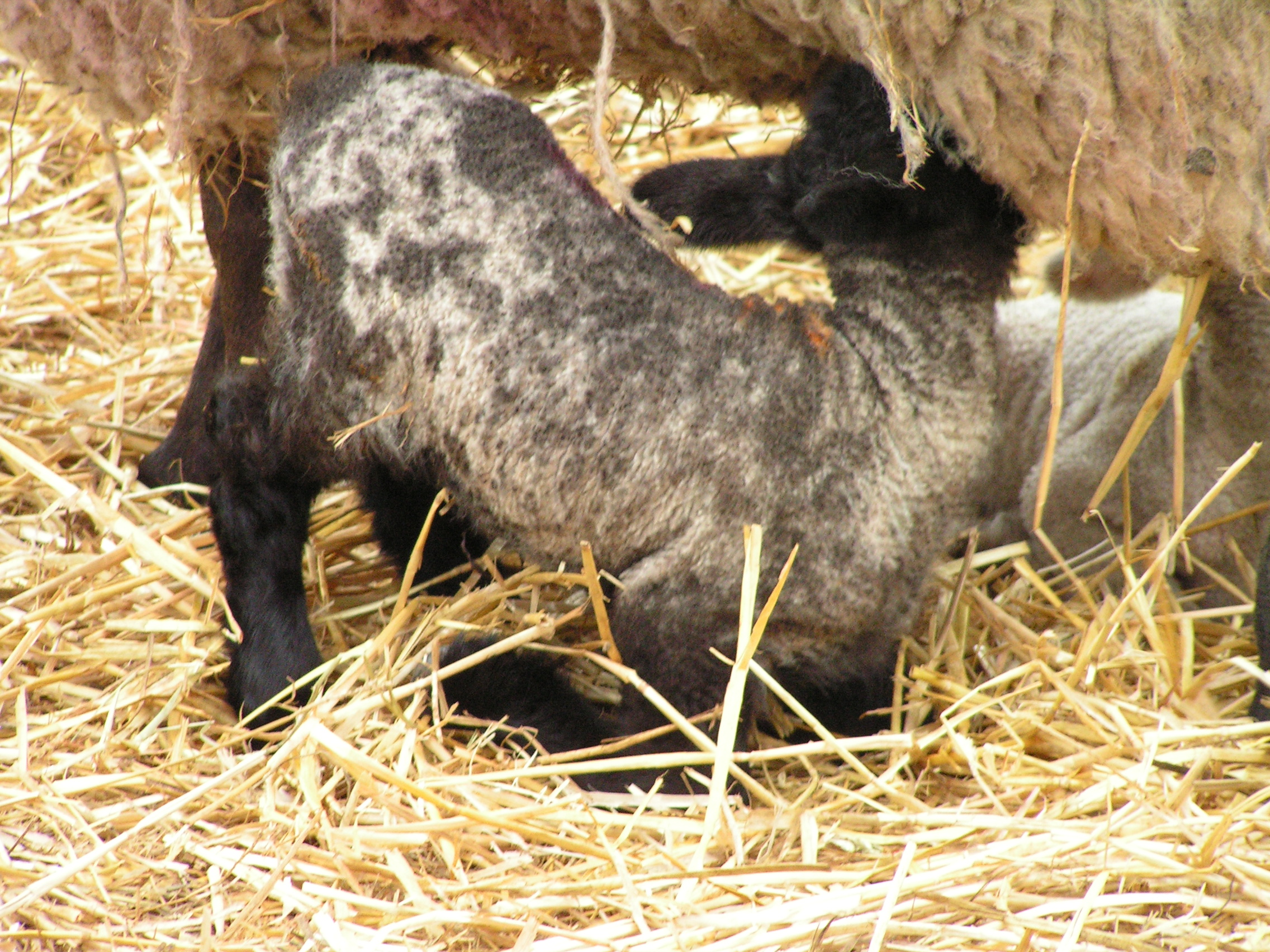
Schafsmilch wird zwar vom Schaf für das Lamm produziert, aber auch von Menschen konsumiert.

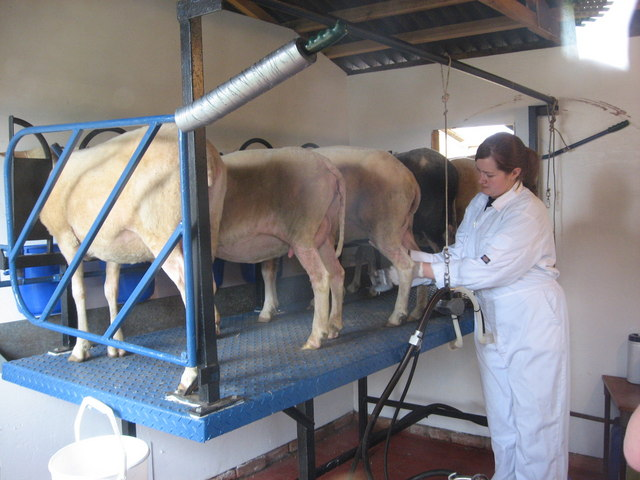
Händisches Melken von Schafen an der Great-Bircham-Windmühle

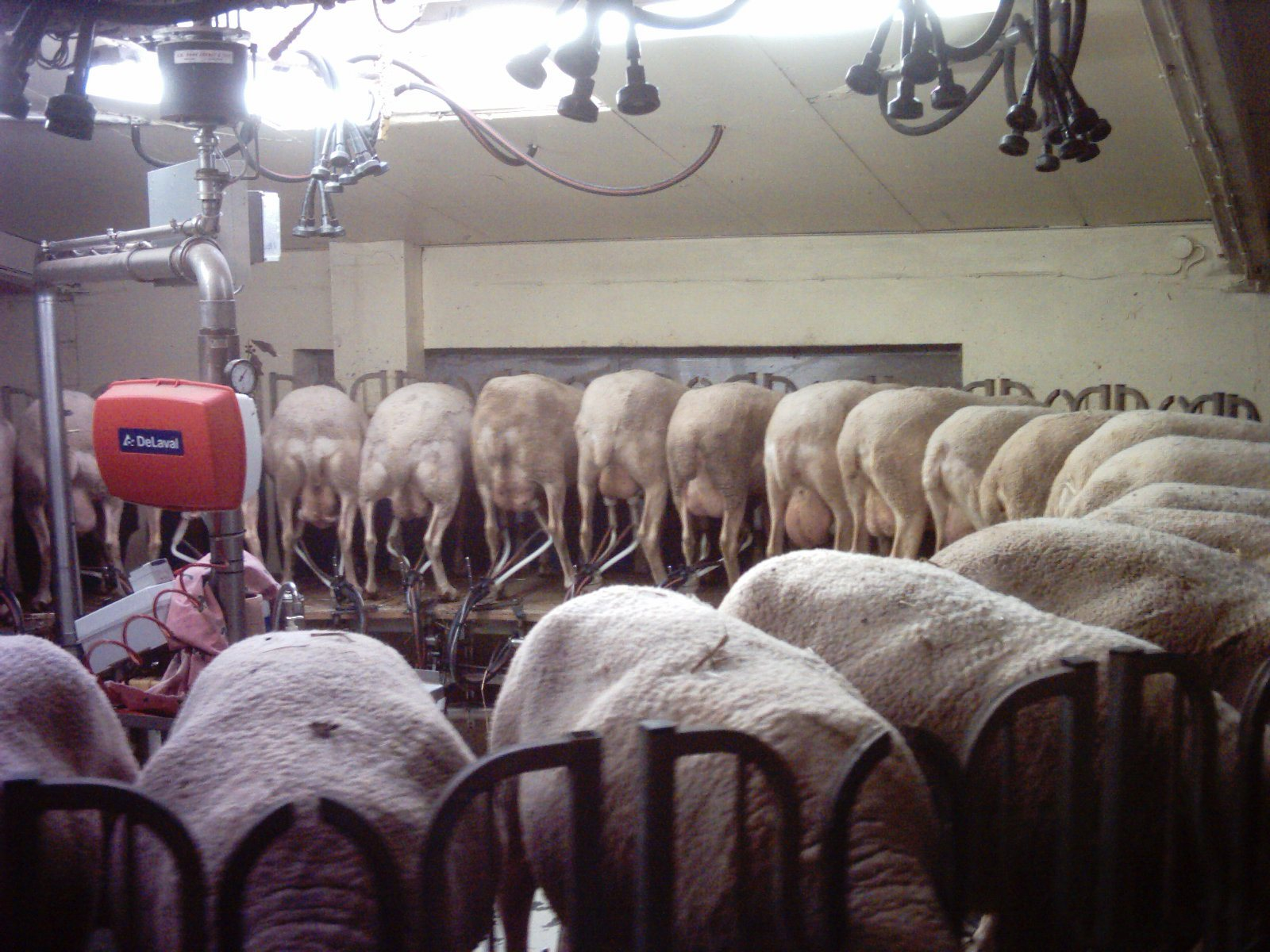
Schafe werden mittels Melkmaschinen gemolken, hier zur Herstellung von Roquefort-Käse

Schafmilch oder Schafsmilch ist die Milch von Schafen.

## Geschichte
Schon die Hirtenvölker des Altertums produzierten Schafmilch. Das Schaf wurde lange vor dem Rind, und zwar schon vor etwa 8000 Jahren, domestiziert. Auch in der Bibel ist von den Opferlämmern die Rede: Diese Lämmer wurden sehr früh geschlachtet, um dann das Mutterschaf melken zu können.
Schafmilch ist schon sehr lange Bestandteil der menschlichen Ernährung. Joghurt z. B. wurde ursprünglich nur aus Schafmilch hergestellt; im Kaukasus und in vielen anderen Gegenden der Welt waren die genügsamen Schafe dem anspruchsvolleren Rind überlegen.
Im deutschen Sprachraum hat Schafmilch kaum Tradition. Lediglich in Notzeiten wurden Schafe (neben Ziegen) als „Kuh des kleinen Mannes“ gemolken. Eine kleine Renaissance gab es Anfang der 1980er Jahre, als vermehrt Milchschafe zur Selbstversorgung populär wurden.

## Bedeutung
Anders als in den Mittelmeerländern oder im Balkan ist die Schafmilchproduktion im deutschen Sprachraum relativ gering. Paradoxerweise stammt eine der leistungsfähigsten Milchschafrassen aus Deutschland: An der deutschen Nordseeküste wurde schon vor mehr als 300 Jahren das Ostfriesische Milchschaf gezüchtet, das in der Milchleistung den meisten anderen Schafrassen überlegen ist. Es blieb allerdings meist bei Kleinhaltungen, ihre Milch wurde nicht kommerziell genutzt. Es gibt in Deutschland neben einigen Vollerwerbsbetrieben nach wie vor hunderte von Hobbyschäfern.

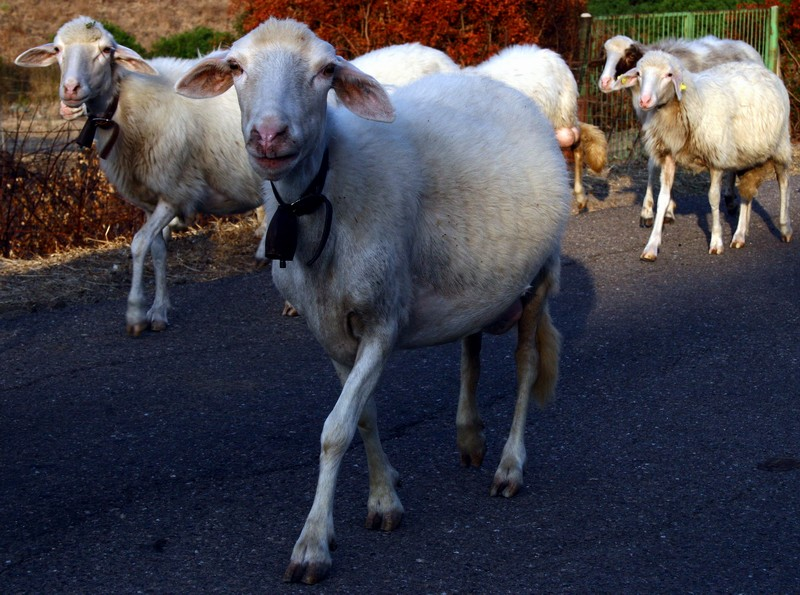
Sardisches Schaf, das zu den besten Milchrassen der Welt gehört

In der Schweiz dürfte der Anteil an Vollerwerbsbetrieben höher sein. Jedoch wird auch in der Schweiz nur etwa die Hälfte der produzierten Schafmilch vermarktet. Mit 56 Prozent setzt die Mehrheit der Produzenten auf eine ökologische Produktion.
Schafmilch wird häufig nicht frisch vermarktet, sondern z. B. zu Schafkäse verarbeitet. Berühmte Beispiele sind der Roquefort und Brocciu aus Frankreich, der italienische Pecorino und der griechische Feta.
Die kasachische Küche kennt die Schafmilch als Getränk, wobei dort Kumys – gegorene Stutenmilch – weiter verbreitet ist. In Spanien und dem Baskenland kennt man Dickmilch aus Schafmilch unter dem Namen Cuajada. In der serbischen Küche findet sich neben Jardum, dem Schaum, der bei mit milder Hitze gekochter und gesalzener Schafmilch entsteht, auch das Gericht Paprike u jardumu – Paprikaschoten in Schafmilch.

Strukturformel von β-D-Lactose, dem wichtigsten Saccharid (Zucker) in der Schafmilch.

## Nährwert
Schafmilch besteht im Durchschnitt u. a. aus 18,7 % Trockenmasse, 6,8 % Fett, 6,0 % Eiweiß und 5,0 % Lactose. In 100 g stecken 417 kJ Energie. Zusätzlich sind noch Calcium (183 mg), Kalium (182 mg), Phosphor (115 mg), Natrium (30 mg) und Magnesium (11 mg) enthalten.
Diese Angaben nach Jüngst 2004 schwanken in Abhängigkeit von Fütterung, Jahreszeit und individuellem Tier.
Schafmilch enthält zudem höhere Konzentrationen an mehrfach ungesättigten Fettsäuren sowie konjugierter Linolsäure. Auch Kalium, Calcium, Eisen und Kupfer sowie die Vitamine A, B2, Biotin, B12, Niacin und Vitamin C finden sich in größeren Mengen als in Kuhmilch. Schafmilch weist mit 350–450 mg/l ebenfalls einen hohen Gehalt an Orotsäure auf, Kuhmilch enthält nur ca. 100 mg/l.

## Medizinische Wirkung
Der Fettanteil von Schafmilch ist knapp doppelt so hoch wie der von Kuhmilch. Die Zusammensetzung der Fette unterscheidet sich jedoch. So ist der Anteil an ungesättigten Fettsäuren mit ca. 79 % besonders hoch (Kuhmilch: ca. 33 %, Muttermilch: 53 %). Zudem sind die Fettstrukturen besser verteilt und viel kleiner, weshalb davon ausgegangen wird, dass sie besser verdaulich ist. Dazu gibt es allerdings noch keine medizinischen Studien.
Während der Anteil von Cholesterin in etwa gleich ist, hat Schafmilch gegenüber Kuhmilch einen mehrfach höheren Gehalt an CLA (konjugierter Linolsäure).
Auch der Anteil an Vitaminen ist erwähnenswert: Schafmilch enthält mehr Vitamin A, D, E, Riboflavin (B2), B6, B12 und Vitamin C als Kuhmilch. Der Folsäuregehalt der Schafmilch ist hingegen geringer.
Vertiefende systematische Untersuchungen zur medizinischen und biochemischen Wirkungsweise und zum Erfolg von gezielter Ergänzung der Ernährung durch Schafmilchprodukte stehen jedoch aus. Diese würden benötigt, um Hypothesen zur Heilwirkung von Schafmilch zu untermauern.

### Orotsäure
Schafmilch hat einen relativ hohen Orotsäuregehalt, welcher einige positive medizinische Wirkungen nachgesagt werden. Teilweise sind diese belegt, teilweise werden aber auch Wirkungen nachgesagt, die bisher nicht klinisch belegt werden konnten (siehe nächster Abschnitt). Der Körper kann sie in geringen Mengen selbst synthetisieren, es bedarf aber trotzdem noch einer Zufuhr über die Nahrung, um den Bedarf zu decken.
Orotsäure entsteht im menschlichen Organismus als Zwischenstufe in der Pyrimidinsynthese, einem Baustein der DNS. Sie dient außerdem dem Transport von Magnesium in die Körperzellen. Tierversuche zeigten positive Effekte von Orotsäure in Verbindung mit Magnesium auf Herz und Leber sowie auf die Lern- und Merkfähigkeit. Letzteres ließ sich auch bei Menschen beobachten. In klinischen Versuchen senkte die Säure außerdem erhöhte Harnwerte und das Risiko für Gichtanfälle. Weitere Heilwirkungen der Schafmilch, die mit dem hohen Orotsäuregehalt erklärt werden, können wissenschaftlich dagegen nicht belegt werden.

### Unverträglichkeit
Auslöser für Allergien sind Proteine. Schafmilch hat mit neun verschiedenen Proteinen eine vergleichsweise einfache Zusammensetzung gegenüber der Kuhmilch, die aus 54 Proteinen zusammengesetzt ist. Die häufigsten Unverträglichkeiten werden jedoch von Proteinen ausgelöst, die auch in Schafmilch enthalten sind, weshalb das Unverträglichkeitspotential meist ähnlich hoch dem der Kuhmilch eingestuft wird. Jedoch bestehen nur wenige medizinische Studien hinsichtlich möglicher Allergien. Je nachdem gegen welchen Bestandteil der Kuhmilch sich die Unverträglichkeit richtet, kann Schafmilch im Einzelfall als Ersatz bei Kuhmilchunverträglichkeit dienen.
Da Schafmilch ebenso wie alle anderen tierischen Milcharten Laktose enthält, ist Schafmilch bei primärer Laktoseintoleranz nicht als Ersatz geeignet. Bei einer sekundären Laktoseintoleranz, die durch die Unverträglichkeit eines anderen Milchbestandteiles ausgelöst wird, so z. B. eine Allergie auf ein Milchprotein, kann es im Einzelfall vorkommen, dass eine andere Milchart verträglich ist. Meist wird bei einer Milchunverträglichkeit die zugrunde liegende Ursache (primäre/sekundäre Laktoseintoleranz) nicht abschließend geklärt.